# PATH (транспортная система)
PATH (аббр. от англ. Port Authority Trans-Hudson) — скоростная железная дорога метрополитеновского типа, соединяющая Манхэттен (исторический и деловой центр Нью-Йорка) с городами Хобокен, Джерси-Сити, Гаррисон и Ньюарк в штате Нью-Джерси.

## Общие сведения

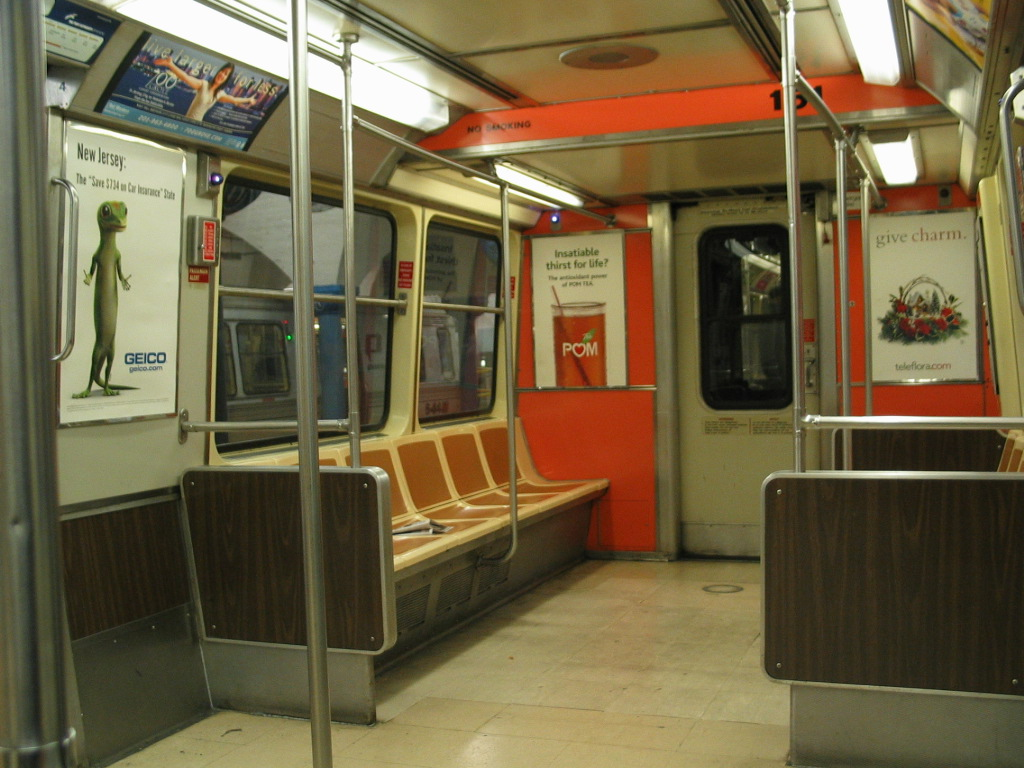
Внутри вагона поезда

PATH управляется Портовым управлением Нью-Йорка и Нью-Джерси. На некоторых станциях PATH есть переходы на станции Нью-Йоркского метрополитена, лёгкого метро в Ньюарке, системы скоростного трамвая в штате Нью-Джерси.
Общая протяжённость линий PATH 13,8 мили (22,2 км). В систему входят 13 станций, из которых 6 находятся на Манхэттене, а остальные в разных городах штата Нью-Джерси: 4 в Джерси-Сити и по одной в городах Хобокен, Гаррисон и Ньюарк.
На Манхэттене, в Хобокене и по большей части Джерси-Сити система проходит под землёй. Она пересекает русло реки Гудзон по тоннелям, состоящим из чугунных тюбингов и построенным в начале XX века. Линия от Джорнал-сквер в Джерси-Сити до Ньюарка проходит в открытых выемках, на уровне поверхности земли и по эстакадам.
По результатам 2018 года, PATH перевозит около 224 тыс. пассажиров в сутки в рабочий день.
Несмотря на то что 65 процентов путей проходят под землёй и внешне система является своеобразным метрополитеном, Федеральная администрация железных дорог США считает эту систему железной дорогой. Этому система обязана тем, что её наземный участок пути, на запад от Джерси-Сити до Ньюарка, до недавнего времени сообщался с железнодорожными путями компании Амтрак.

## Список станций
Станции приведены в таблице соответственно их порядку расположения на линиях железной дороги. От станции «Ньюпорт» (в середине таблицы) отходят 4 ветки по 4 направлениям; конечные станции выделены шрифтом. Знаком  обозначены станции, доступные для пассажиров с ограниченными возможностями. Обозначения маршрутов прокомментированы ниже.
| Доступ для людей с ограниченными возможностями | М- ты | Название, город                                   | Пересадки и примечания | Фотография | Доступ для людей с ограниченными возможностями | М- ты | Название, город                                               | Пересадки и примечания | Фотография |
| ---------------------------------------------- | ----- | ------------------------------------------------- | --- | ---------- | ---------------------------------------------- | ----- | ------------------------------------------------------------- | --- | ---------- |
|                                                |       |                                                   | |            | Доступ для людей с ограниченными возможностями |       | 33-я улица (англ. 33rd Street), Нью-Йорк                      | Рядом расположены пересадочный узел метро 34-я улица — Геральд-сквер () и чуть дальше Пенсильванский вокзал Нью-Йорка со станциями 34-я улица — Пенсильванский вокзал () и 34-я улица — Пенсильванский вокзал () |            |
|                                                |       | 23-я улица (англ. 23rd Street), Нью-Йорк          | Платформы станции метро 23-я улица () проходят параллельно платформам этой станции с двух сторон от них                                                                         |            |                                                |       |                                                               | |            |
|                                                |       | 14-я улица (англ. 14th Street), Нью-Йорк          | Рядом расположен пересадочный узел метро 14-я улица / Шестая авеню (), причём платформы станции 14-я улица () проходят параллельно платформам этой станции с двух сторон от них |            |                                                |       |                                                               | |            |
|                                                |       | Девятая улица (англ. 9th Street), Нью-Йорк        | Ближайшая станция метро — Уэст Четвёртая улица — Вашингтон-сквер () |            |                                                |       |                                                               | |            |
| Доступ для людей с ограниченными возможностями |       | Хобокен (англ. Hoboken), город Хобокен            | Станция находится под вокзалом Хобокена, там же находится остановка трамвая Хадсон — Берген, автобусный вокзал и паромная пристань                                              |            |                                                |       | Кристофер-стрит (англ. Christopher Street), Нью-Йорк          | Между этой станцией и станцией «Девятая улица» расположена станция метро Кристофер-стрит — Стонуолл () |            |
|                                                |       |                                                   | Рядом расположена остановка трамвая Хадсон — Берген |            | Доступ для людей с ограниченными возможностями |       | Ньюпорт (англ. Newport), Джерси-Сити                          | |            |
| Доступ для людей с ограниченными возможностями |       | Гров-стрит (англ. Grove Street), Джерси-Сити      | |            | Доступ для людей с ограниченными возможностями |       | Эксчейндж-Плейс (англ. Exchange Place), Джерси-Сити           | Рядом расположена остановка трамвая Хадсон — Берген |            |
| Доступ для людей с ограниченными возможностями |       | Джорнал-сквер (англ. Journal Square), Джерси-Сити | Станция является частью транспортного центра «Джорнал-сквер», включающего в себя автобусный вокзал                                                                              |            | Доступ для людей с ограниченными возможностями |       | Всемирный торговый центр (англ. World Trade Center), Нью-Йорк | Во время событий 11 сентября 2001 года станция была разрушена вместе с несколькими расположенными рядом станциями метро. С 2003 по 2016 год на этом месте действовала временная станция, 3 марта 2016 года открылась новая постоянная. Транспортный комплекс, спроектированный архитектором Сантьяго Калатравой, объединяет её, пересадочный узел метро Чеймберс-стрит — Всемирный торговый центр / Парк-Плейс () и станцию ВТЦ Кортландт (), а через пешеходный тоннель под Дей-стрит можно попасть на пересадочный узел Фултон-стрит () На нижнем снимке, сделанном в апреле 2015 года: справа вход на временную станцию, слева новый (тогда ещё строящийся) транспортный комплекс |            |
| Доступ для людей с ограниченными возможностями |       | Гаррисон (англ. Harrison), город Гаррисон         | Между двумя путями системы PATH здесь проходят три пути дальнего следования, но при них нет платформ                                                                            |            | Доступ для людей с ограниченными возможностями |       | Всемирный торговый центр (англ. World Trade Center), Нью-Йорк | Во время событий 11 сентября 2001 года станция была разрушена вместе с несколькими расположенными рядом станциями метро. С 2003 по 2016 год на этом месте действовала временная станция, 3 марта 2016 года открылась новая постоянная. Транспортный комплекс, спроектированный архитектором Сантьяго Калатравой, объединяет её, пересадочный узел метро Чеймберс-стрит — Всемирный торговый центр / Парк-Плейс () и станцию ВТЦ Кортландт (), а через пешеходный тоннель под Дей-стрит можно попасть на пересадочный узел Фултон-стрит () На нижнем снимке, сделанном в апреле 2015 года: справа вход на временную станцию, слева новый (тогда ещё строящийся) транспортный комплекс |            |
| Доступ для людей с ограниченными возможностями |       | Ньюарк (англ. Newark), город Ньюарк               | Платформы PATH являются двумя из платформ Пенсильванского вокзала Ньюарка, там же находятся платформы лёгкого метро Ньюарка                                                     |            | Доступ для людей с ограниченными возможностями |       | Всемирный торговый центр (англ. World Trade Center), Нью-Йорк | Во время событий 11 сентября 2001 года станция была разрушена вместе с несколькими расположенными рядом станциями метро. С 2003 по 2016 год на этом месте действовала временная станция, 3 марта 2016 года открылась новая постоянная. Транспортный комплекс, спроектированный архитектором Сантьяго Калатравой, объединяет её, пересадочный узел метро Чеймберс-стрит — Всемирный торговый центр / Парк-Плейс () и станцию ВТЦ Кортландт (), а через пешеходный тоннель под Дей-стрит можно попасть на пересадочный узел Фултон-стрит () На нижнем снимке, сделанном в апреле 2015 года: справа вход на временную станцию, слева новый (тогда ещё строящийся) транспортный комплекс |            |

## Маршруты
Аналогично «большому» метрополитену Нью-Йорка, в системе PATH движение поездов организовано по маршрутам, которые меняются в зависимости от времени суток, обслуживая при этом все станции круглосуточно.
В рабочие дни с 06:00 до 23:00 действуют 4 маршрута, используя 3 конечных станции в Нью-Джерси и 2 в Манхэттене. Каждый маршрут на карте обозначен определённым цветом:
- Ньюарк — Всемирный торговый центр[англ.]
- Хобокен — Всемирный торговый центр[англ.]
- Джорнал-сквер — 33-я улица[англ.]
- Хобокен — 33-я улица[англ.]

Ночью, по выходным и праздникам работают 2 маршрута:
- Ньюарк — Всемирный торговый центр[англ.]
- Джорнал-сквер — 33-я улица (через Хобокен)[англ.]

Маршрут через Хобокен, отмеченный на карте сине-жёлтым пунктиром, обслуживает все станции двух маршрутов, обозначенных синим и жёлтым цветами. Поскольку станция Хобокен тупиковая, его поезда на ней меняют направление движения.

## Перспективы развития

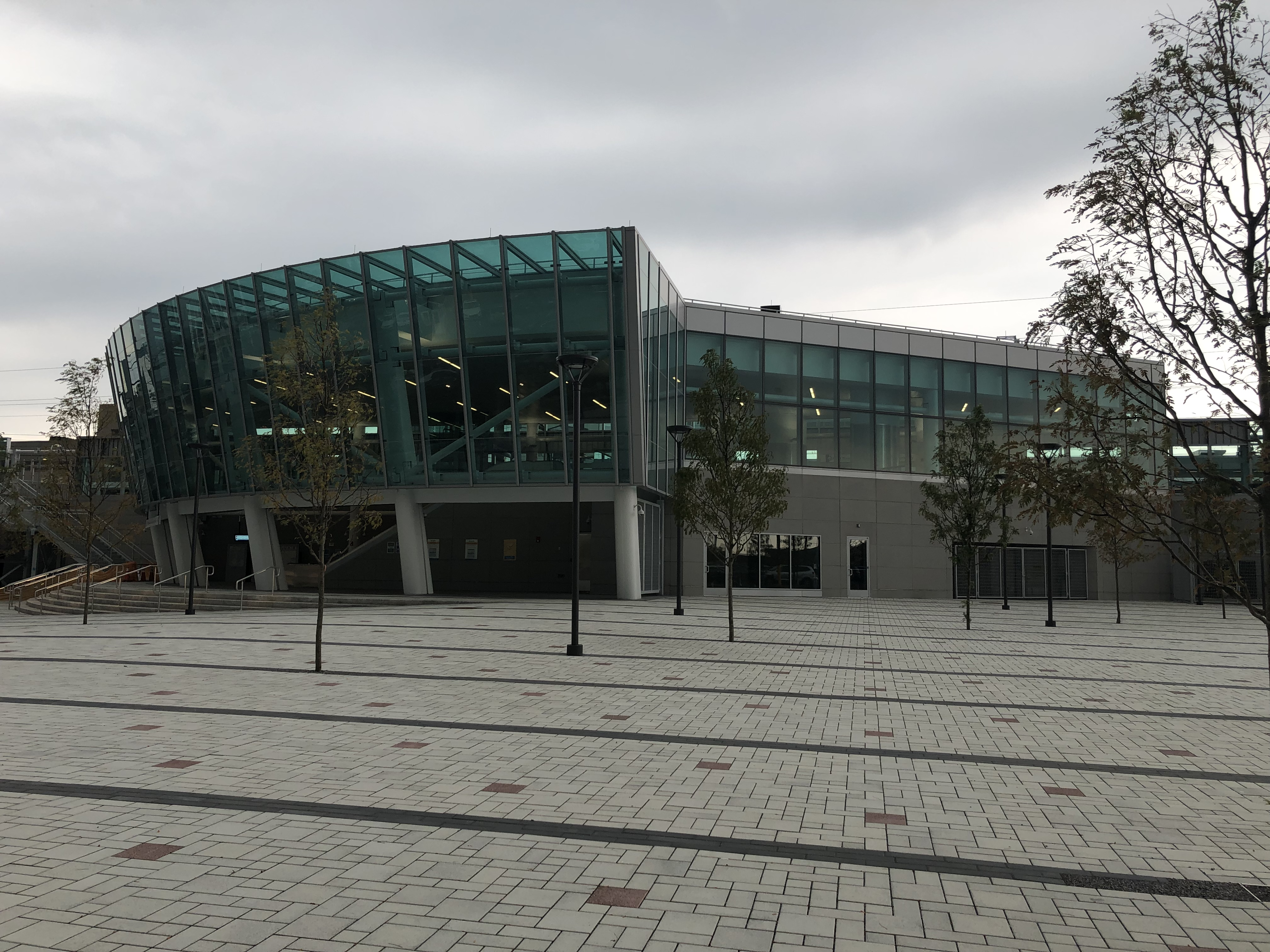
Новая станция Гаррисон, август 2019 года

В феврале 2014 года Портовое управление утвердило план на ближайшие 10 лет, часть которого посвящена развитию системы PATH. В этот план входят:
- Продление линии за станцию «Ньюарк» к аэропорту Ньюарк (точнее, к станции Международный аэропорт Ньюарк Либерти[англ.] системы Нью-Джерси Транзит, откуда к аэропорту идёт монорельс AirTrain Newark[англ.]). Начало строительства нового участка запланировано на 2020 год, а ввод в эксплуатацию на 2026.[3]
- Строительство новой станции «Гаррисон» вместо старой. Новая платформа западного направления открылась для публики в октябре 2018 года,[4] а восточного — в июне 2019.[5] Станция оборудована лифтами для пассажиров с ограниченными возможностями.
- Реконструкция станции «Гров-стрит». На этой станции была запланирована установка лифта, и в июне 2017 года лифт был пущен.[6]

## Подвижной состав

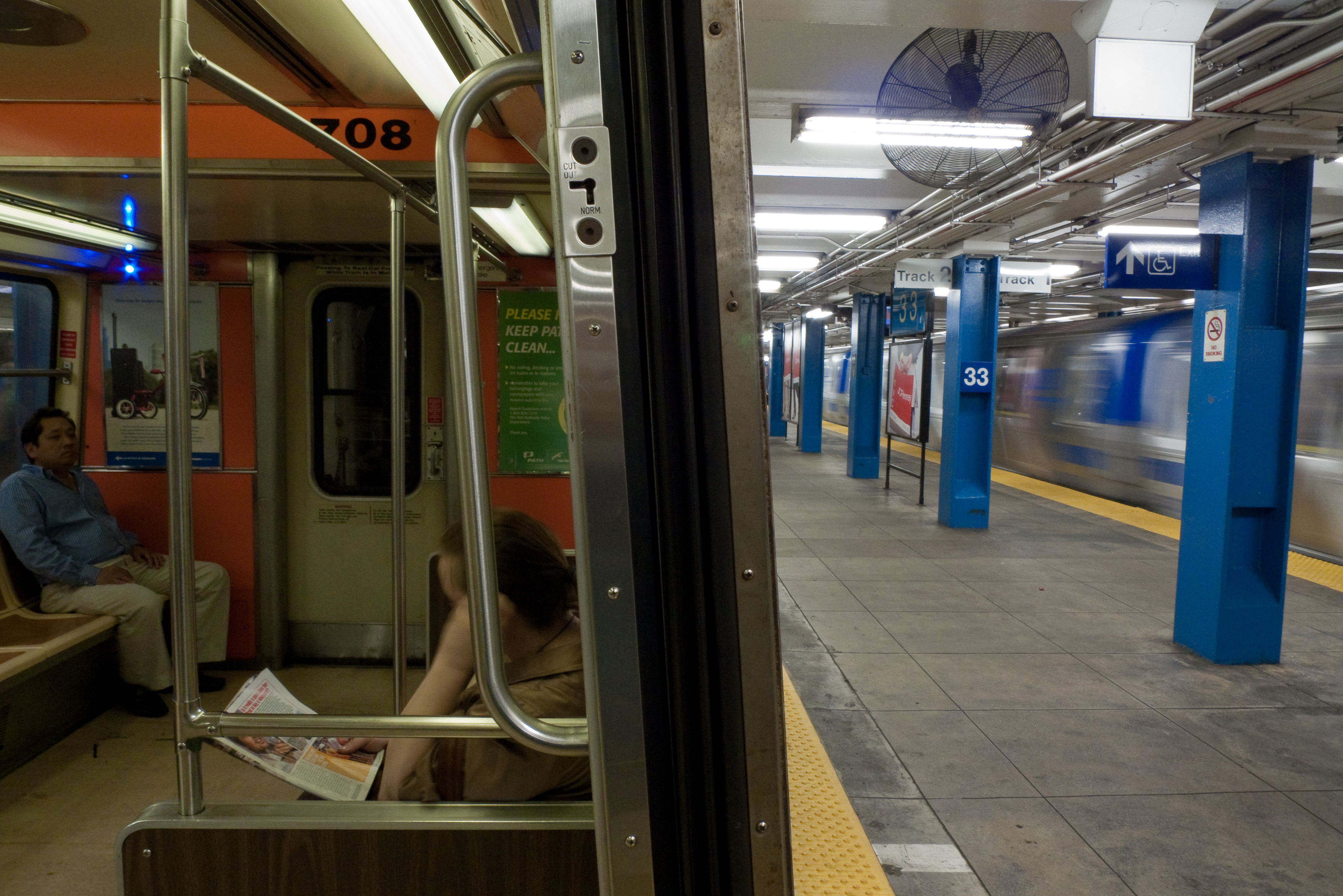
Поезд на станции

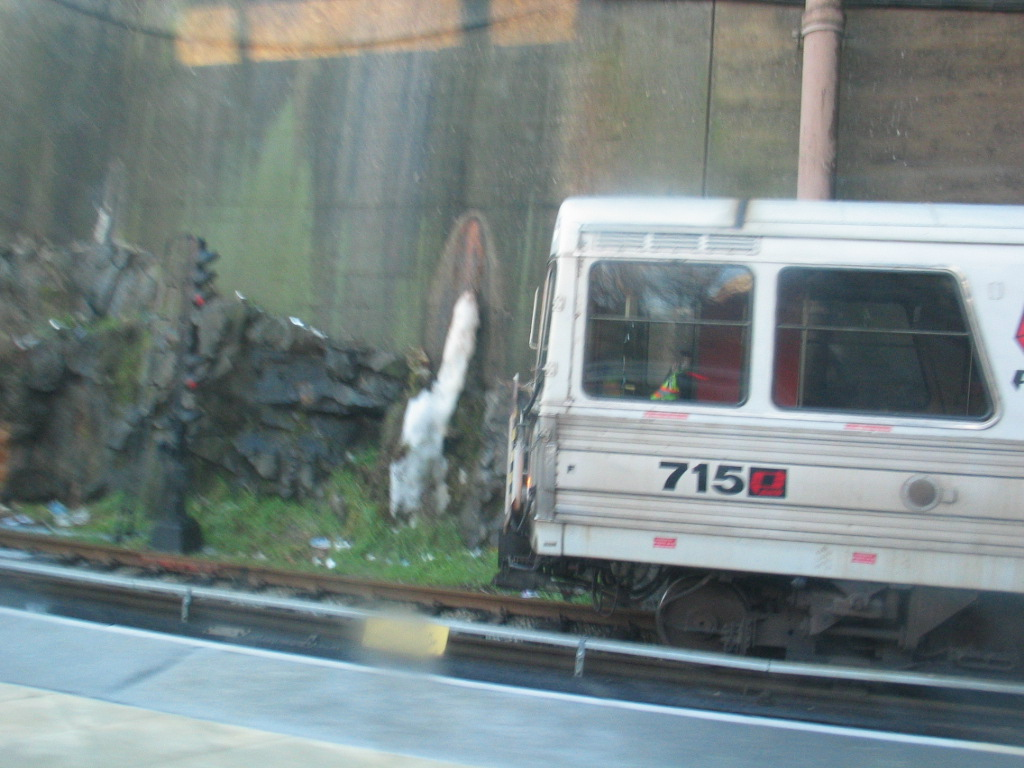
Поезд на пути отстоя

В системе PATH работает 350 вагонов. Существует 5 моделей: PA1, PA2, PA3, PA4 и PA5. С 2011 года используются только вагоны типа PA5.

### Характеристики и параметры подвижного состава
- Длина вагонов — 51 фут (15,5 м).
- Ширина — 9 футов 2¾ дюйма (2,8 м).
- Максимальная скорость 70 миль/ч (112 км/ч), средняя скорость 55 миль/ч (90 км/ч).
- Каждый вагон имеет 35 сидячих мест. Места расположены вдоль каждой из стенок.

### История моделей
- Вагоны типа PA1 были построены в 1965 году компанией St. Louis Car.
- Вагоны типа PA2 были построены в 1966 году компанией St. Louis Car.
- Вагоны типа PA3 были построены в 1972 году компанией Hawker Siddeley. Эта же компания строила метровагоны для Бостона, поэтому они весьма похожи.
- Вагоны типа PA4 были построены в 1986—1988 годах компанией Kawasaki Heavy Industries.
- Вагоны типа PA5 были построены в 2008—2012 годах компанией Kawasaki Heavy Industries и полностью заменили собой предыдущие модификации.

## История

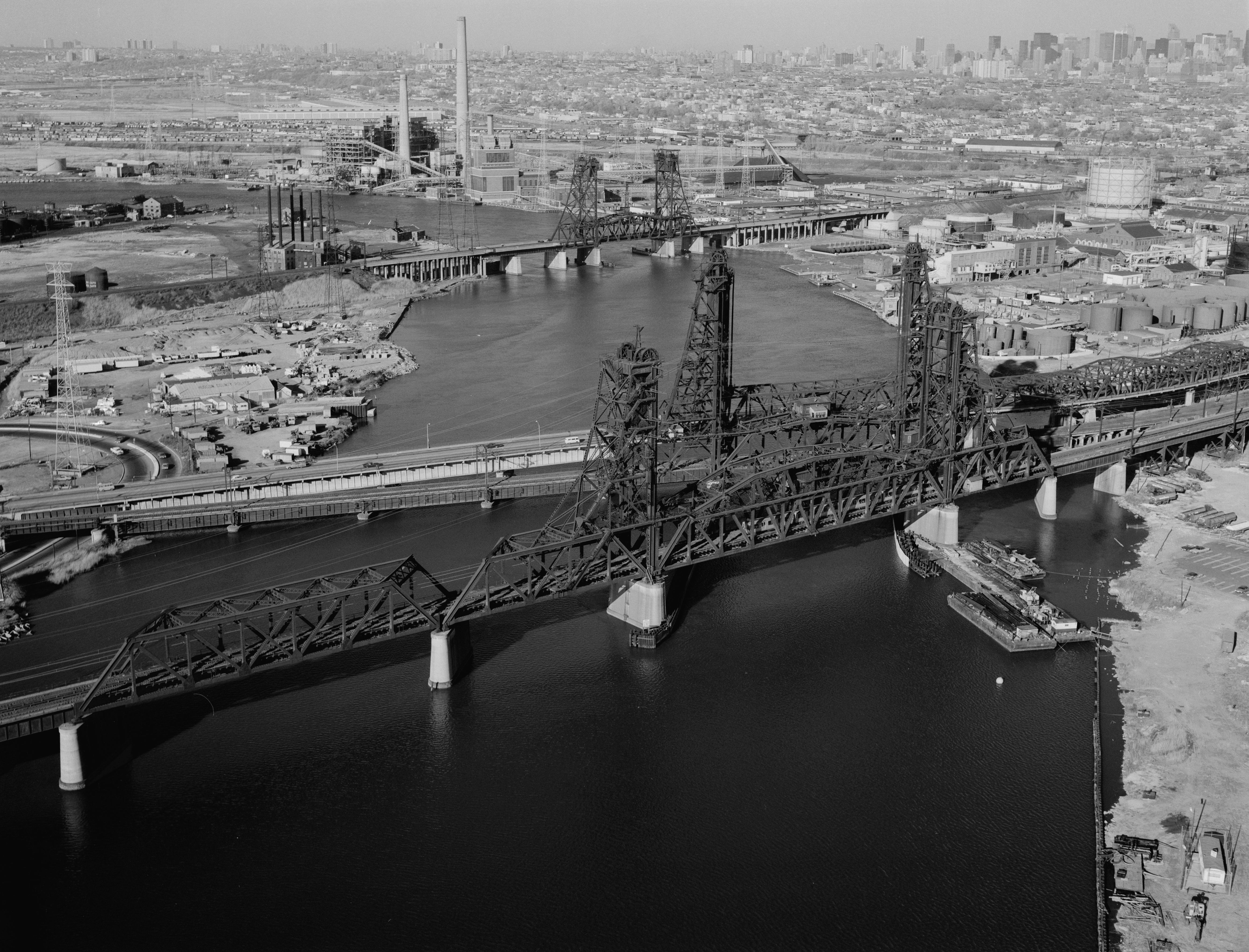
Мост через реку Хакенсак, там проходит линия на запад от Джорнал-сквер

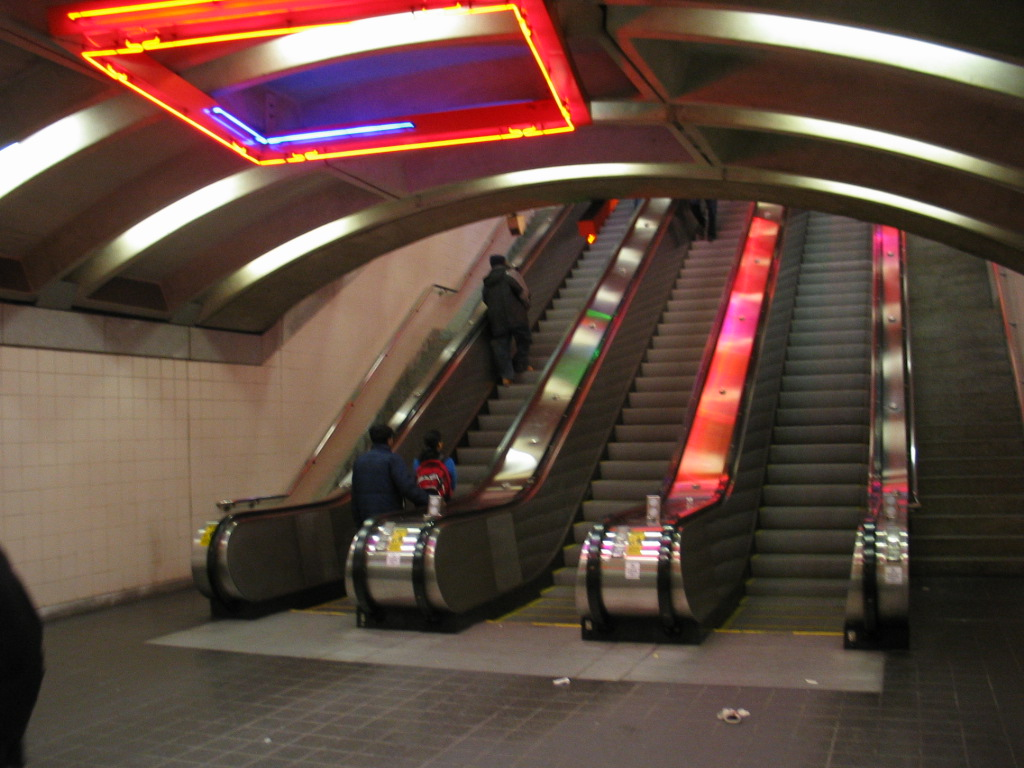
Эскалаторы на станции Эксчейндж-Плейс

- Тоннели были спроектированы в 1874 году, однако в то время не существовало технологий, позволяющих реализовать этот проект.
- Строительство началось в 1890 году, но было приостановлено из-за нехватки средств. В 1900 году строительство возобновилось под руководством Уильяма Гиббса Макадо, амбициозного молодого адвоката, переехавшего в Нью-Йорк из штата Теннесси.
- Поначалу эта система была частной компанией Hudson and Manhattan Railway.
- 25 февраля 1908 года была открыта линия 19-я улица — Хобокен.
- Станция 19-я улица закрыта в 1954 году.
- 10 ноября 1910 года линия была продлена в Манхэттене на север к 33-й улице, с остановками на 23-й и 28-й. Станция 28-я улица закрыта в 1937 году.
- В 1909—1912 годах построено ответвление до Джорнал-сквер (Джерси-Сити).
- 19 июля 1909 года открылась станция Эксчейндж-Плейс к югу от Хобокена, проложен тоннель под Гудзоном от станции Эксчейндж-Плейс до Хадсон-Терминал в Манхэттене. Сейчас там находится мемориал Всемирного торгового центра, а также Башня Свободы и новый Всемирный торговый центр.
- 2 августа 1909 года открылась станция Павония/Ньюпорт между Эксчейндж-Плейс и Хобокеном.
- 6 сентября 1910 года открылась станция Гров-стрит, к западу от Эксчейндж-Плейс.
- В 1911 году линия была проложена на запад фактически до границы города Ньюарка, правда станции Гаррисон и Ньюарк там построили значительно позже.
- 14 апреля 1912 года открылась конечная станция Джорнал-сквер. Это первая наземная станция в системе PATH.
- 20 июня 1937 года открыты станции Гаррисон и Ньюарк. Пути продлены на запад от Джорнал-сквер до железнодорожного вокзала Ньюарк.
- В 1971 году, в связи с постройкой Всемирного торгового центра, снесено здание вокзала Хадсон-Терминал. При этом путевое развитие станции осталось без изменений, а станция переименована во Всемирный торговый центр.

### Трудные времена, смена руководства и переименование

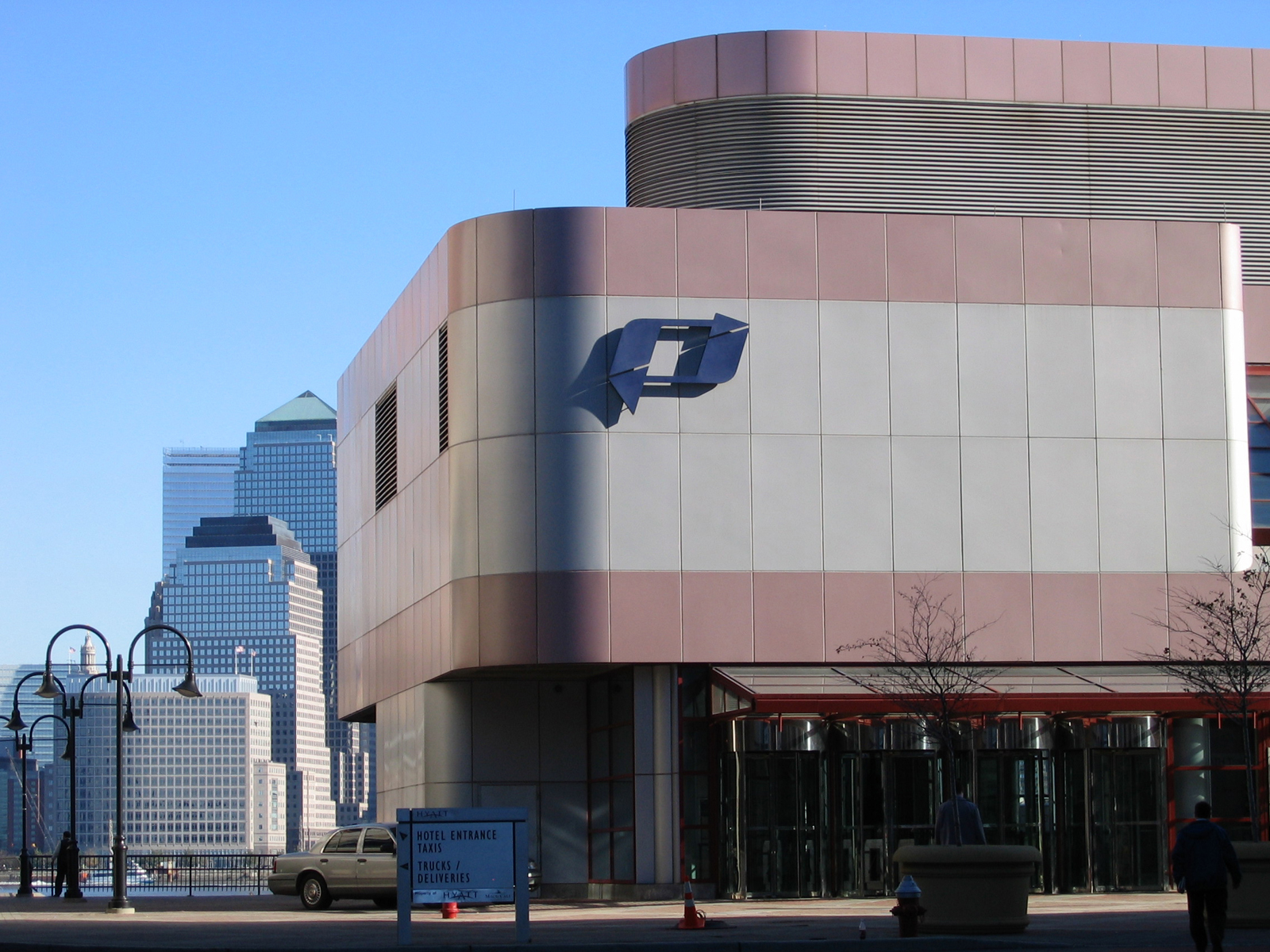
Эмблема PATH на здании станции Эксчейндж-Плейс

- Параллельно тоннелю системы PATH, тоннель для автомобилей Holland Tunnel открылся в 1927 году, позволяя добраться по тому же маршруту на автомобиле. За этим последовала Великая депрессия, и пассажиропоток на линиях Hudson and Manhattan Railway начал падать. В 1954 году транспортная система перешла на дотации. Однако в 1958 году к 50-летию системы был объявлен тендер на новые вагоны компании St. Louis Car. Один из руководителей компании Герман Стичман заметил, что Портовая администрация Нью-Йорка и Нью-Джерси может вытеснить поезда автомобильными тоннелями и дорогами.
- В 1962 году Америка вдруг ощутила, что личный автомобиль, несмотря на свои очевидные преимущества в мобильности перемещения и комфорт, далеко не всегда является оптимальным видом транспорта применительно к тем или иным территориям. К этому времени транспортная система Hudson and Manhattan Railway оказалась на грани банкротства, и Портовая администрация Нью-Йорка и Нью-Джерси предложила взять разорившуюся железную дорогу под своё управление. При этом Портовая администрация перекупила территорию конечной станции Хадсон-Терминал для того, чтобы построить там Всемирный торговый центр. Хадсон-Терминал был конечной и подземной станцией.
- После того как правительства штата Нью-Джерси и Нью-Йорка разрешили этот «переход», портовая администрация открыла своё новое агентство Port Authority Trans-Hudson Corporation. С тех пор эта транспортная система называется Port Authority Trans-Hudson. 250 миллионов долларов ушло на ремонт силовых и сигнальных узлов и реконструкцию системы транспорта.

## Строительство тоннелей
Первые тоннели были построены без крепления сводов (особенно самый северный, на линии 33-я улица — Хобокен). Это связано с тем, что инженер Дьюитт Хаскинс полагал, будто грунт под рекой достаточно твёрдый, чтобы выдержать несущую нагрузку тоннелей.
Использование этого метода привело к нескольким авариям, в результате которых погибло 20 человек.
В 1902 году строительство тоннелей было возобновлено методом погружных конструкций.
На всём протяжении тоннелей, в том числе под Гудзоном, каждый путь имеет свой тоннель. Это сделано для лучшей вентиляции по принципу поршневого эффекта. Движущийся поезд подталкивает воздух перед ним — к ближайшей шахте по ходу движения; одновременно происходит всасывание воздуха из ближайшей к хвосту поезда шахты. Тоннели в Манхэттене, ведущие от 9-й к 33-й улице, были построены открытым способом.

## Маршрутные огни
Маршрут поезда можно определить не только по указателям, но и по маршрутным огням, которые расположены на голове и хвосте состава, а также над дверьми. Они имеют тот же цвет, что и обозначение маршрута на карте. Например, зелёный огонь обозначает маршрут «ВТЦ — Хобокен».

## Плата за проезд

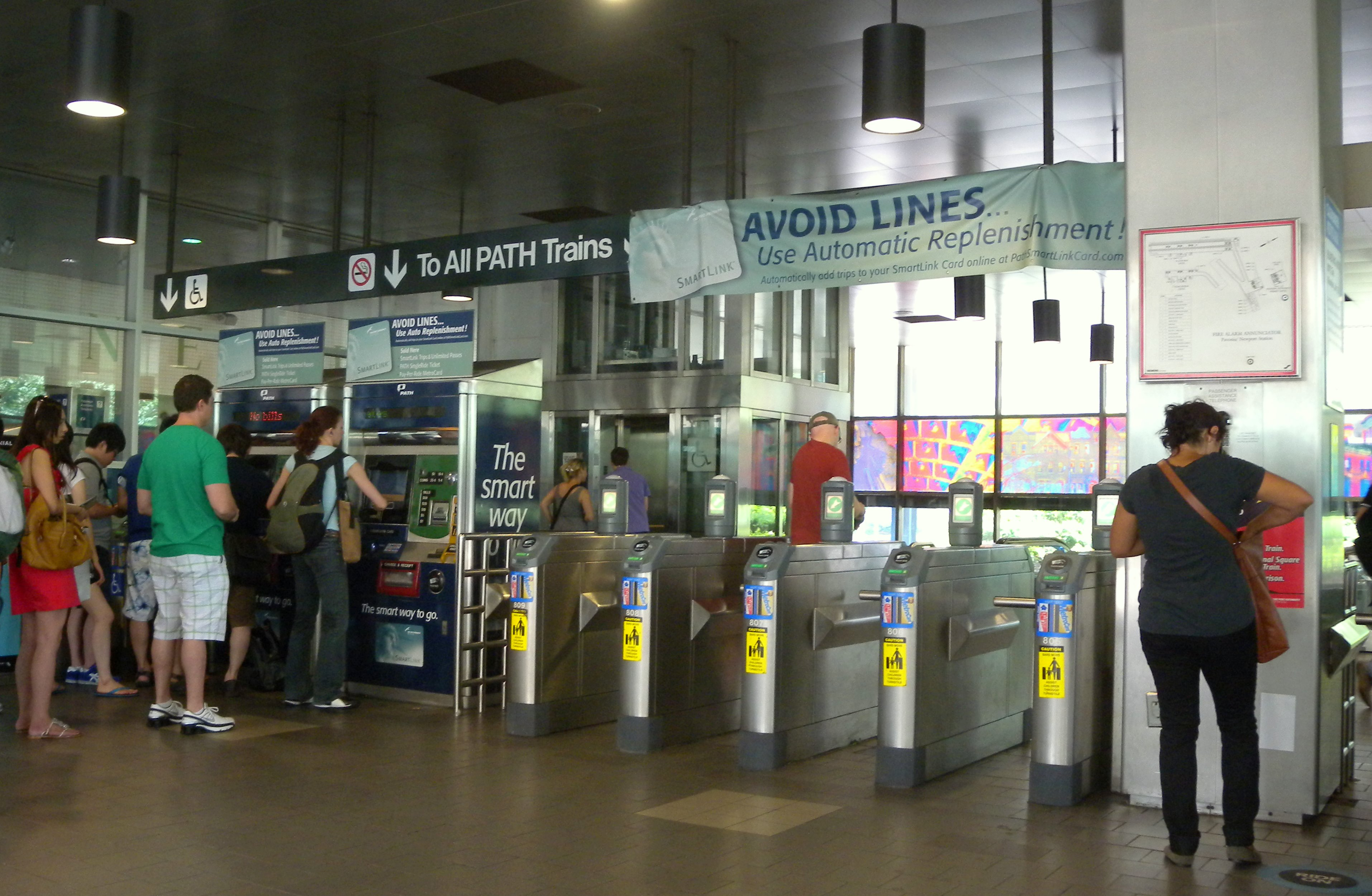
Турникеты

Как во многих системах метро, вход в PATH производится через турникеты. Как и в метро Нью-Йорка, турникеты принимают в основном магнитные карточки MetroCard. Некоторые турникеты принимают наличные деньги.
По данным 2015 года плата за проезд в системе PATH следующая:
Одна поездка 2,75 доллара:
- Наличными.
- Метрокартами Нью-Йоркского метрополитена (по количеству поездок, не «временны́ми»).
- Билет на одну поездку (англ. PATH SingleRide), который можно купить во всех кассах-автоматах по всей системе, действителен 2 часа с момента покупки.

Билет туда-обратно 5,5 доллара:
- Метрокартами Нью-Йоркского метрополитена (по количеству поездок, не «временны́ми»).
- Билет на несколько поездок, без ограничений во времени (англ. PATH QuickCard):
  - На 10 поездок 21 доллар
  - На 20 поездок 42 доллара
  - На 40 поездок 84 доллара

Пассажиры старше 65 лет платят 1 доллар с помощью специальных магнитных карточек (которые им присылают почтой) для использования в турникетах. Такая же система льгот для пенсионеров и в метрополитене Нью-Йорка.
PATH QuickCard можно купить по Интернету, в кассах-автоматах Нью-Джерси Транзит, а также в некоторых магазинах неподалёку от станций PATH.

## В компьютерных играх
Система полностью воссоздана в первой части игры «World of Subways».